# Длинноклювый пыжик
Длинноклювый пыжик (лат. Brachyramphus marmoratus) — небольшая птица семейства чистиковых.

## Внешний вид
Длина тела около 25 см. Летом оперение серое с тёмными пестринами, горло светлое, верх головы, спина и крылья однотонные, без пестрин. Зимой имеет характерную для большинства чистиковых чёрно-белую окраску, от люрика отличается белыми плечевыми перьями. Клюв длинный (примерно 2 см).

## Систематика
При более узкой трактовке вид распадается на два,  причём длинноклювых пыжиков, обитающих на территории и в акватории России, следует называть Brachyramphus perdix, а вид, населяющий Америку, сохраняет название Brachyramphus marmoratus, и для него предложено русское название пёстрый пыжик.

## Распространение
Обитает на дальневосточном побережье Тихого океана. На север распространён до Камчатки, на юг — до южного Сахалина и северной Японии. Ареал включает Курильские острова.

## Размножение
Гнездится на деревьях, преимущественно на лиственницах, откладывая единственное яйцо на толстые утолщенные ветви. Реже гнездится на земле. Одна из немногих морских птиц, встречающихся в глубине материка (в 30 и более километрах от моря). Птенец покрыт желтоватым пухом, на спине тёмные пестрины. Как птенцы добираются до моря — пока неизвестно.

## Состояние популяции

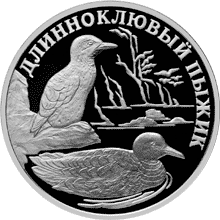
Длинноклювый пыжик. Монета Банка России — Серия: «Красная книга», серебро, 1 рубль, 2005 год

Малоизученный, возможно редкий вид.